# 5ºB Escalera Dcha
5ºB Escalera Dcha es un cortometraje dirigido, escrito y producido por María Adánez, que supone su primera incursión en el mundo de la realización.

## Argumento
Una mujer va a visitar a su padre para darle una sorpresa, pero descubre que éste ha fallecido. Durante los momentos posteriores se reúnen súbitamente afectadas por su muerte sus tres hijas y su exmujer en un bar para recordar sus momentos felices y tristes vividos con él.

## Reparto
El padre y la madre están encarnados por Santiago Ramos y Carmen Maura, mientras que sus hijas, Esther, Alma y Sara, están encarnadas respectivamente por María Lanau, Raquel Pérez y Aura Garrido, y sus respectivas parejas sentimentales por Camilo Rodríguez, César Camino y Fran Antón.

## Producción
La idea del cortometraje le surgió a María Adánez tras el fallecimiento de su padre en el año 2010, quien había muerto de un infarto solo delante del televisor y la familia lo encontró días después, con lo que pasó por una experiencia bastante dolorosa en la que le ocurrieron historias bastante surrealistas. Con el tiempo meditó lo que hizo y decidió escribir la historia como un homenaje a su padre. Adánez fundó, junto con su marido David Murphy y Simón Bores Llanos la productora Me Voy Contigo Films para producir la película.
Mientras redactó el guion pensó en Carmen Maura, con quien había trabajado en la serie Círculo rojo. Una vez finalizado se lo envió a la actriz, quien dio el visto bueno y que le permitió a la directora seguir con el proyecto. Maura posteriormente explicaría que el motivo de aceptar el papel era como regalo a la directora y que se siente muy a gusto en papeles donde interpreta a la madre, al igual que le gustó la idea de un proyecto personal y el sentimiento que había puesto en el proyecto. Para el papel del padre había pensado en un principio en Emilio Gutiérrez Caba pero no pudo debido a otros compromisos profesionales, así que decidió contratar a Santiago Ramos en su lugar, quien en la vida real es su padrastro.
El rodaje se llevó a cabo desde el 19 y 3l 22 del mes de mayo de 2011 en las ciudades de Madrid y Cercedilla, y se llevó a cabo con cámaras de Alta definición. Las escenas del bar se llevaron a cabo en el bar Ficha de Carabanchel que tuvo bastante fama durante los años 1970 en España.
Para llevar a cabo todo lo relacionado con la postproducción pidieron una ayuda económica, de unos 8.000 euros, en varias páginas para que el cortometraje pudiera estar terminado en septiembre del año 2011. Una vez terminada la producción se estrenó en Semana Internacional de Cine de Valladolid 2011, festival al que Adánez había en 1999 debido a que allí se presentó Entre las piernas. La película formó parte de la sección oficial para conseguir la Espiga de oro al mejor cortometraje, sin embargo el premio recayó en la italiana El respiro del arco y en la húngara Ticket.

## Recepción
Tras la visualización del making off críticos como Roberto Pérez Toledo de Fotogramas afirmaron que se le veía bastante suelta a Adánez para ser su primer trabajo como directora.

## Premios y nominaciones
Festival Internacional de Cine Bajo la Luna - Islantilla Cinefórum 2012
| Categoría          | Persona            | Resultado |
| ------------------ | ------------------ | --------- |
| Mejor cortometraje | Mejor cortometraje | Nominado  |
| Mejor dirección    | María Adánez       | Nominada  |
| Mejor actriz       | Carmen Maura       | Nominada  |

Festival de cortometrajes Cortogenia
| Categoría   | Persona      | Resultado |
| ----------- | ------------ | --------- |
| Mejor guion | María Adánez | Ganadora  |

Festival de Cortometrajes de Paracuellos de Jarama 2012
| Categoría    | Persona      | Resultado |
| ------------ | ------------ | --------- |
| Mejor actriz | Raquel Pérez | Ganadora  |